# Silla Weissenhof

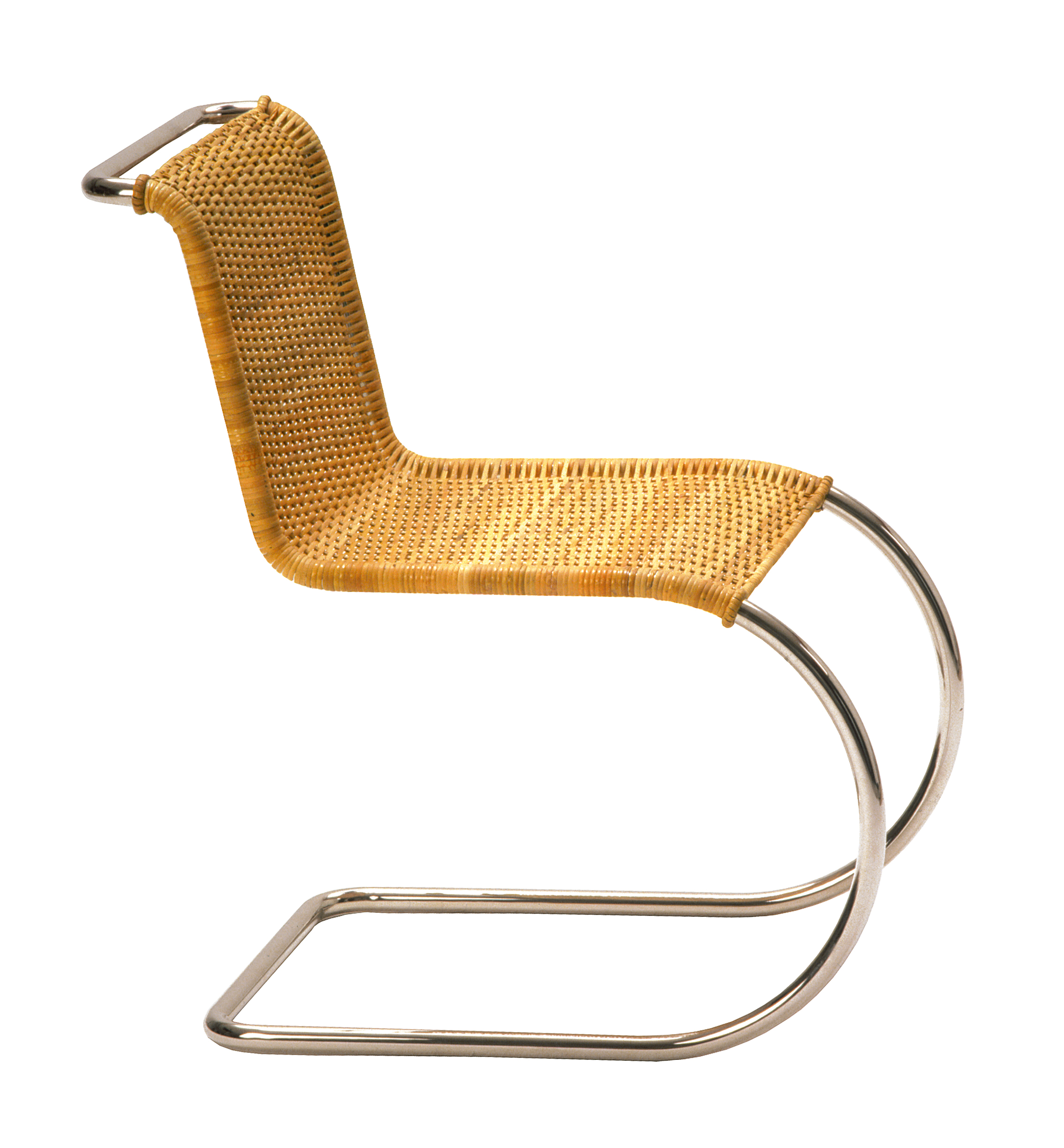
Silla Weissenhof

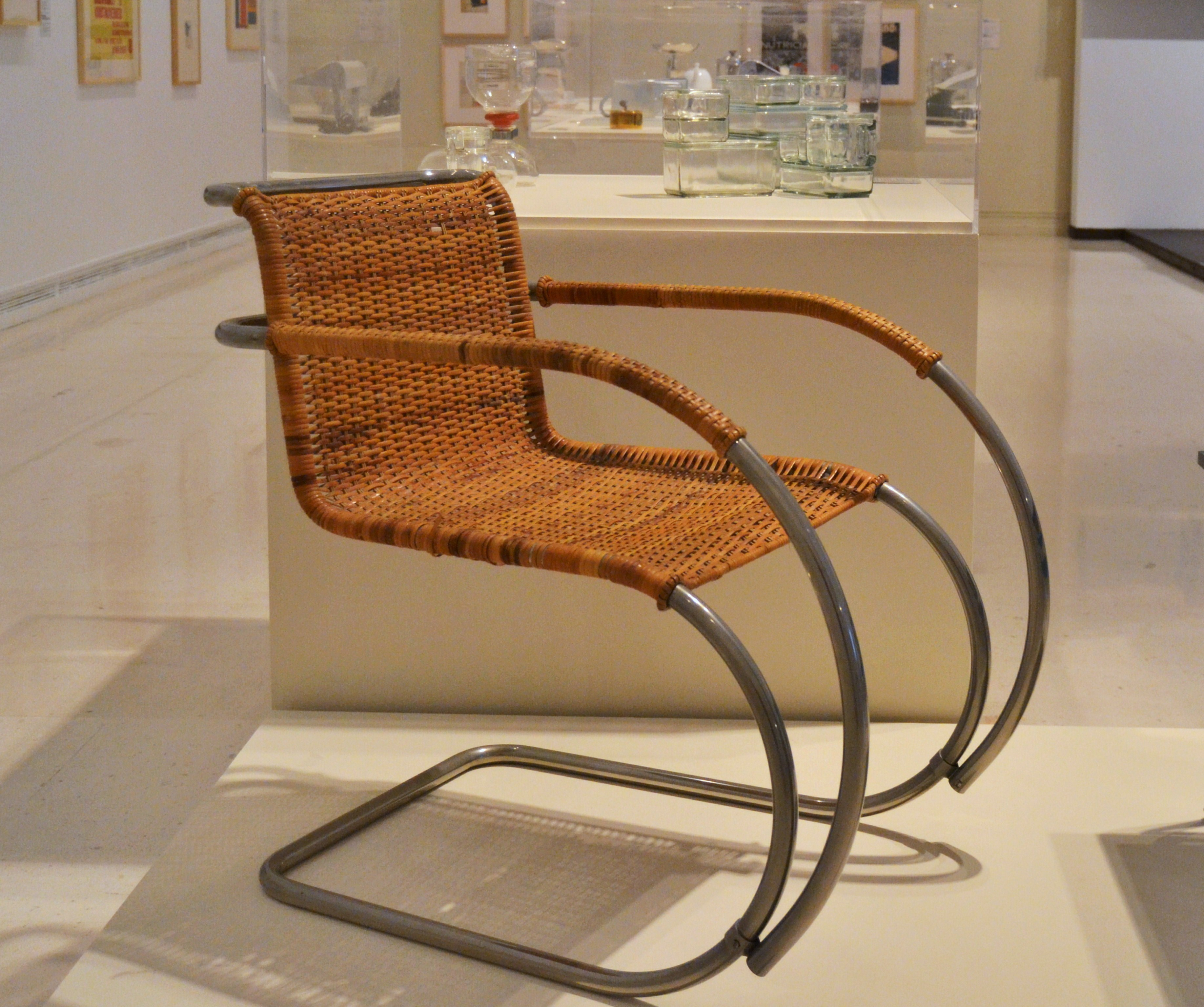
Silla Weissenhof con antebrazos

La Silla Weissenhof (también llamada MR10 y MR20) fue diseñada en el año 1927 por el arquitecto Ludwig Mies van der Rohe (1886-1969) y por la diseñadora Lilly Reich (1885-1947). Participó además en su desarrollo Sergius Ruegenberg.

## Historia
Los primeros diseños siguen las propuestas previas de sillas cantilever que había realizado Mart Stam. Las sillas Weissenhof introducen la línea curva.
La silla formaba parte del equipamiento para las viviendas que Mies van der Rohe construyó en la Exposición de la Weissenhofsiedlung realizada en 1927.
Sus dimensiones son 78.5 x 53 x 77.5 cm. La altura del asiento es de 44 cm. Fue fabricada en tubo de acero de 25 mm y con un entramado de mimbre que propuso Lilly Reich. La versión MR20 tiene antebrazos.
Después de la muestra fueron producidas por Thonet. Existe una versión con asiento y respaldo en cuero que en la actualidad produce Knoll.
Un par de estas sillas también formaron parte del equipamiento de la Villa Tugendhat (1929) y en la casa Farnsworth.